# Publius Valerius Laevinus
Publius Valerius Laevinus war Konsul gemeinsam mit Tiberius Coruncanius 280 v. Chr.
Er war der Befehlshaber der römischen Streitkräfte in der Schlacht von Heraclea, die gegen Pyrrhos I. von Epirus verloren wurde. Er verhinderte aber den Verlust von Capua, Neapolis und Rhegion. Die Überlieferung der Schlacht gilt als stark entstellt.